# Корно Джовине
Ко̀рно Джо̀вине (на италиански: Corno Giovine, на западноломбардски: Corn Giun, Корн Джун) е село и община в Северна Италия, провинция Лоди, регион Ломбардия. Разположено е на 50 m надморска височина. Населението на общината е 1181 души (към 2012 г.).